# نارسيس بامبارا
نارسيس بامبارا (بالفرنسية: Narcisse Bambara)‏ (مواليد 23 يونيو 1989) هو لاعب كرة قدم بوركيني. يلعب حاليًا لصالح نادي جامعة كلوج في دوري الدرجة الأولى الروماني.

## روابط خارجية
- نارسيس بامبارا على موقع قاعدة بيانات كرة القدم.إي يو (الإنجليزية)
- نارسيس بامبارا على موقع ناشيونال فوتبول تيمز (الإنجليزية)
- نارسيس بامبارا على موقع Soccerway.com (الإنجليزية)
- نارسيس بامبارا على موقع كووورة